# Trichocerca pediculus
Trichocerca pediculus är en hjuldjursart som beskrevs av Adolf Remane 1949. Trichocerca pediculus ingår i släktet Trichocerca och familjen Trichocercidae. Arten är reproducerande i Sverige. Inga underarter finns listade i Catalogue of Life.